# (73952) 1997 UQ17
(73952) 1997 UQ17 – planetoida z pasa głównego asteroid okrążająca Słońce w ciągu 5,41 lat w średniej odległości 3,08 j.a. Odkryta 25 października 1997 roku.